# غارب ريحان (أسلم)

تعديل مصدري - تعديل

غارب ريحان هي إحدى قرى عزلة أسلم الوسط بمديرية أسلم التابعة لمحافظة حجة، بلغ تعداد سكانها 18 نسمة حسب تعداد اليمن لعام 2004.